# 第二次内乱 (イスラーム史)
第二次内乱（だいにじないらん、英語: Second Fitna、アラビア語: الفتنة الثانية）は、ウマイヤ朝時代の初期に起こったイスラーム共同体（ウンマ）の全面的な政治的、軍事的混乱と一連の紛争が続いた時代を指す。この内乱における主要な出来事はウマイヤ朝に対する二つの反乱とその鎮圧である。一つはウマイヤ朝によるフサイン・ブン・アリーの殺害に対する復讐を求めてスライマーン・ブン・スラドとムフタール・アッ＝サカフィーがイラクで起こした反乱、もう一つはウマイヤ朝に対抗してメッカでカリフを称したアブドゥッラー・ブン・アッ＝ズバイルの反乱である。
内乱の起源はイスラーム共同体における最初の内乱である第一次内乱の時にさかのぼる。第3代の正統カリフであるウスマーン・ブン・アッファーンの暗殺後、イスラーム共同体は指導者の地位をめぐり、イスラームの開祖ムハンマドの従兄弟で娘婿のアリー・ブン・アビー・ターリブと、シリアの総督でウマイヤ家出身のムアーウィヤとの間で最初の内乱を経験した。661年にアリーが暗殺され、同年にアリーの息子で後継者のハサン・ブン・アリーがムアーウィヤと和平を結んでカリフの地位を放棄したことで、ムアーウィヤがイスラーム共同体の唯一の支配者となった。しかし、自分の息子であるヤズィード（ヤズィード1世）を生前に後継者として指名するという前例のない世襲の動きに出たために多くの反発を招くことになり、ムアーウィヤの死後に後継者をめぐる緊張が急激に高まった。ハサンの同母弟のフサイン・ブン・アリーがウマイヤ朝を打倒するためにクーファのアリー家支持派の人々から招かれたものの、フサインは680年10月にクーファに向かう途上で起こったカルバラーの戦いで少数の支持者とともにヤズィードの軍隊によって殺害された。さらに、ヤズィードの軍隊は683年8月に反乱を起こしたマディーナを襲撃して反乱の鎮圧に成功すると、そのまま進軍を続けてアブドゥッラー・ブン・アッ＝ズバイルが独立した勢力を確立していたメッカを包囲した。しかし、同年11月にヤズィードが死去するとウマイヤ朝の軍隊は撤退し、ウマイヤ朝の支配はシリアの一部を除くイスラーム国家の全域で失われた。
ほとんどの地域がウマイヤ朝に代わってメッカを本拠地とするアブドゥッラー・ブン・アッ＝ズバイルをカリフとして認める一方で、フサイン殺害への復讐を求めるアリー家支持派の運動がクーファで起こった。最初にムハンマドのサハーバ（教友）であるスライマーン・ブン・スラドの下でタッワーブーン（悔悟者たち）と呼ばれる集団がウマイヤ朝に対する反乱を起こしたが、タッワーブーンは685年1月のアイン・アル＝ワルダの戦いでウマイヤ朝軍に敗れて壊滅した。その後はムフタール・アッ＝サカフィーがアリー家支持派の指導者となってクーファの支配権を握った。ムフタールの軍隊は686年8月のハーズィルの戦いで大規模なウマイヤ朝軍に勝利を収めた。しかし、ムフタールはアブドゥッラー・ブン・アッ＝ズバイルと対立し、その弟のムスアブ・ブン・アッ＝ズバイルとの戦いに敗れて687年4月に殺害された。そして691年にはカリフのアブドゥルマリク・ブン・マルワーンに率いられたウマイヤ朝軍がマスキンの戦いでムスアブ・ブン・アッ＝ズバイルを破り、ウマイヤ朝がイラクの支配の回復に成功した。さらに、翌年にはイラクを失ったことでメッカで孤立したアブドゥッラー・ブン・アッ＝ズバイルを二度目となるメッカに対する包囲戦の末に戦死させ、内乱は終結した。
ウマイヤ朝の勝利によって世襲による統治がイスラーム共同体において確立されることになった。アブドゥルマリクは内乱終結後にカリフの権力の強化と軍の再編、そして官僚機構のアラブ化とイスラーム化を推進した。また、第二次内乱の出来事はイスラームにおけるメシアとマフディーの思想の登場と宗派の分裂を促すことになり、さまざまな教義が後のスンナ派とシーア派へつながる形で発展していった。

## 背景
656年に第3代の正統カリフであるウスマーン・ブン・アッファーン（在位：644年 - 656年）が反乱者の手によってマディーナの私邸で暗殺された後、反乱者とマディーナの住民はイスラームの開祖ムハンマドの従兄弟で娘婿であるアリー・ブン・アビー・ターリブをカリフと宣言した。しかし、ムハンマドのサハーバ（教友）であるタルハ・ブン・ウバイドゥッラーとアッ＝ズバイル・ブン・アル＝アウワーム、そしてムハンマドの未亡人のアーイシャ・ビント・アブー・バクルが率いるクライシュ族の大半の人々（ムハンマドとそれまでの三人のすべてのカリフが属していたメッカの部族集団）はアリーを認めることを拒否した。アリーと対立した一派はウスマーンの殺害者に対する復讐とシューラー（イスラーム世界における合議の場）による新しいカリフの選出を要求した。これらの出来事はイスラーム世界の最初の内乱である第一次内乱を引き起こすことになった。アリーは656年11月にバスラ近郊で発生したラクダの戦いでこれらの内乱初期の対立者に勝利を収め、その後、イラクの軍営都市のクーファを自身の活動拠点とした。
しかしながら、シリアの総督でウスマーンが属していたウマイヤ家の一人であるムアーウィヤ・ブン・アビー・スフヤーンもアリーのカリフとしての正統性を認めず、両者はスィッフィーンの戦いで激突した。しかし、ムアーウィヤの仲裁の呼びかけに応じた一部のアリーの部隊が戦闘を拒否したために、戦闘は膠着状態のままで終わった。アリーは渋々仲裁に同意したものの、後にハワーリジュ派と呼ばれるアリーの軍の一派が抗議して離脱し、アリーが仲裁を受け入れたことを冒涜的な行為であるとして非難した。仲裁はムアーウィヤとアリーの間の紛争を解決するには至らず、アリーの軍隊が657年7月にナフラワーンの戦いで多くのハワーリジュ派の人々を殺害した後、661年1月にハワーリジュ派の人物によってアリーは暗殺された。アリーの長男のハサン・ブン・アリーがカリフとなったが、ムアーウィヤはハサンの支配権に異議を唱えてイラクへ侵攻した。これに対しハサンは661年8月にムアーウィヤと和平を結んでカリフの地位を放棄し、第一次内乱を終結させた。これによってイスラーム国家はムアーウィヤの下で再び統一された。

### 後継者のヤズィード

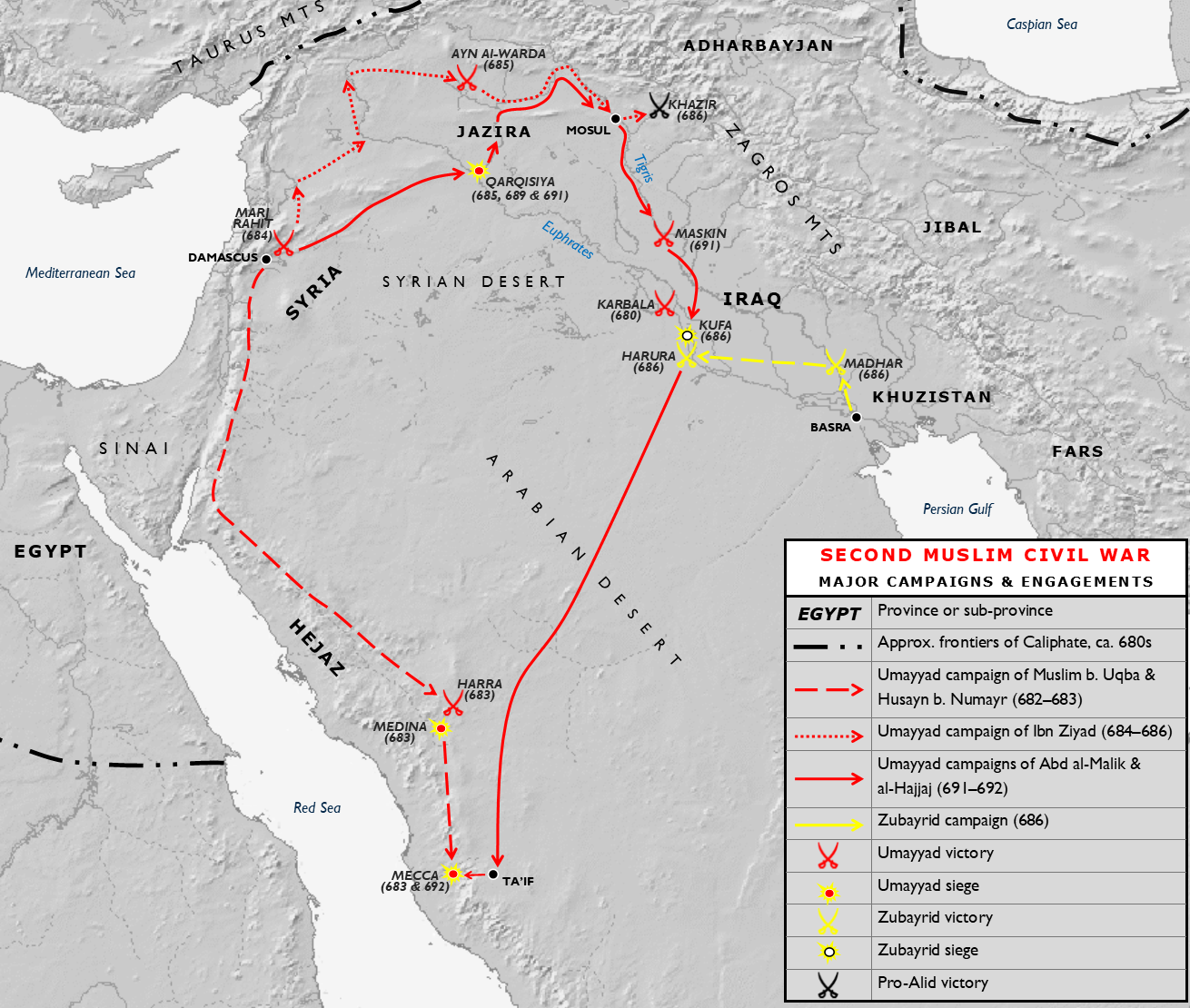
第二次内乱の主要な軍事行動と戦闘を表した地図。

ハサンとムアーウィヤの間で結ばれた和平は一時的な平和をもたらしたものの、カリフの地位の継承に関する枠組みが確立されたわけではなかった。過去の場合と同様に、地位の継承の問題は将来の禍根となる可能性が残っていた。東洋学者のバーナード・ルイスは、「イスラームの歴史からムアーウィヤが利用できた先例は合議と内戦だけであった。前者はうまく行きそうにもなく、後者には明白な問題があった。」と指摘している。ムアーウィヤは自分の息子であるヤズィード（在位：680年 - 683年）を後継者として指名することで生前に問題を解決しようと望み、676年にヤズィードの指名を公表した。しかし、イスラームの歴史において世襲による継承は他の継承方法よりも優先権があるとは考えられていなかったため、この指名はさまざまな方面から反発を引き起こし、カリフの地位を君主の性格へと変える腐敗した行為であると見なされた。
ムアーウィヤはダマスクスでシューラーを召集し、交渉と賄賂を用いてさまざまな地域の代表者を説得した。その徳のある血筋から同様にカリフの地位を主張することが可能であったフサイン・ブン・アリー、アブドゥッラー・ブン・アッ＝ズバイル（以下、イブン・アッ＝ズバイル）、アブドゥッラー・ブン・ウマル、そしてアブドゥッラフマーン・ブン・アビー・バクルといった何人かのムハンマドのサハーバの息子たちはこの指名に反対した。しかし、ムアーウィヤの脅しとイスラーム国家全域にわたるヤズィードの全般的な承認によって、これらのサハーバの息子たちは沈黙を余儀なくされた。

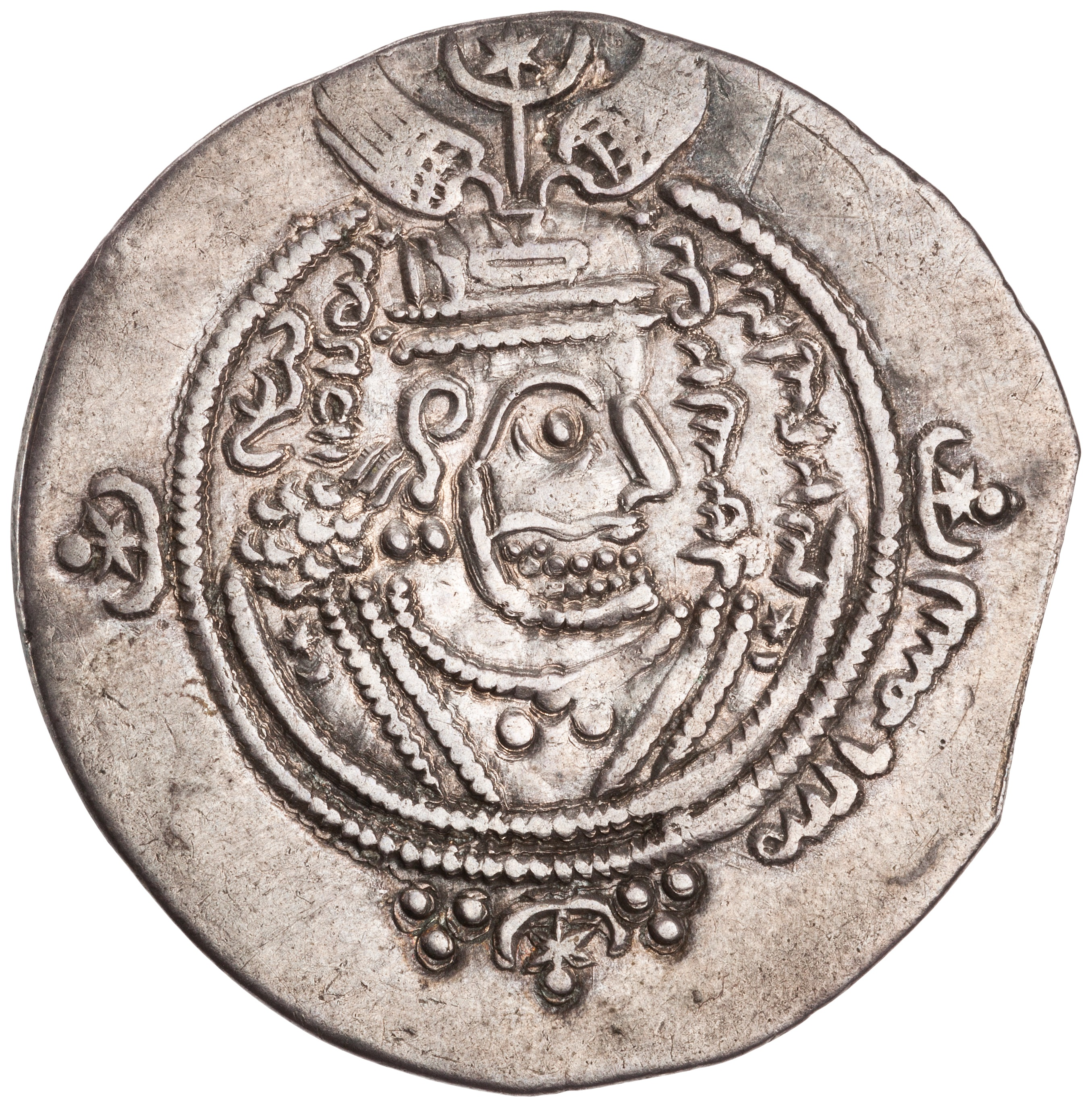
ヒジュラ暦71年（西暦690/1年）にファールスで鋳造されたサーサーン朝様式のアブドゥッラー・ブン・アッ＝ズバイルのディルハム銀貨。

歴史家のフレッド・マグロウ・ドナーは、イスラーム共同体の指導者の地位をめぐる論争は第一次内乱では解決されておらず、680年4月のムアーウィヤの死によって再び問題が表面化したと述べている。死の前にムアーウィヤはヤズィードに対してフサイン・ブン・アリーとイブン・アッ＝ズバイルがヤズィードの支配に異議を唱えるかもしれないと警告し、もしそのような行動に出たならば打倒するように指示した。とりわけイブン・アッ＝ズバイルは危険であると考えられており、もしイブン・アッ＝ズバイルがヤズィードの継承に同意しないようであれば厳しく対処することになった。
ヤズィードがカリフの地位を継いだ時、ヤズィードは従兄弟にあたるマディーナの総督のアル＝ワリード・ブン・ウトバ・ブン・アビー・スフヤーンに対し、イブン・アッ＝ズバイル、フサイン・ブン・アリー、そしてアブドゥッラー・ブン・ウマルから必要であれば強要してでも忠誠を確保するように命じた。ワリードはウマイヤ家の親族であるマルワーン・ブン・アル＝ハカムに助言を求めた。マルワーンは、イブン・アッ＝ズバイルとフサインは危険な存在であり、強制的に忠誠を誓わせるべきだとする一方、アブドゥッラー・ブン・ウマルは脅威となるような態度を見せていないため放置しておくべきだと助言した。ワリードはイブン・アッ＝ズバイルとフサインを召喚したが、イブン・アッ＝ズバイルはメッカへ逃亡した。フサインは召喚に応じたものの、内密の会議の場で忠誠を誓うことを拒否し、忠誠の誓いは公の場で行われるべきだと主張した。マルワーンは投獄すると脅したが、ワリードはフサインとムハンマドの血縁関係のためにフサインに対していかなる行動を取ることも望まなかった。数日後、フサインは忠誠を誓うことなくメッカへと去った。イスラーム研究家のジェラルド・R・ホーティングは、「ムアーウィヤによって抑え込まれていた緊張と圧力がヤズィードの治世の間に表面化し、ヤズィードの死後にこれらの問題が一挙に噴出したことでウマイヤ朝の支配が一時的に失われることになった。」と指摘している。

## ヤズィードに対する反乱

### フサイン・ブン・アリーの反乱

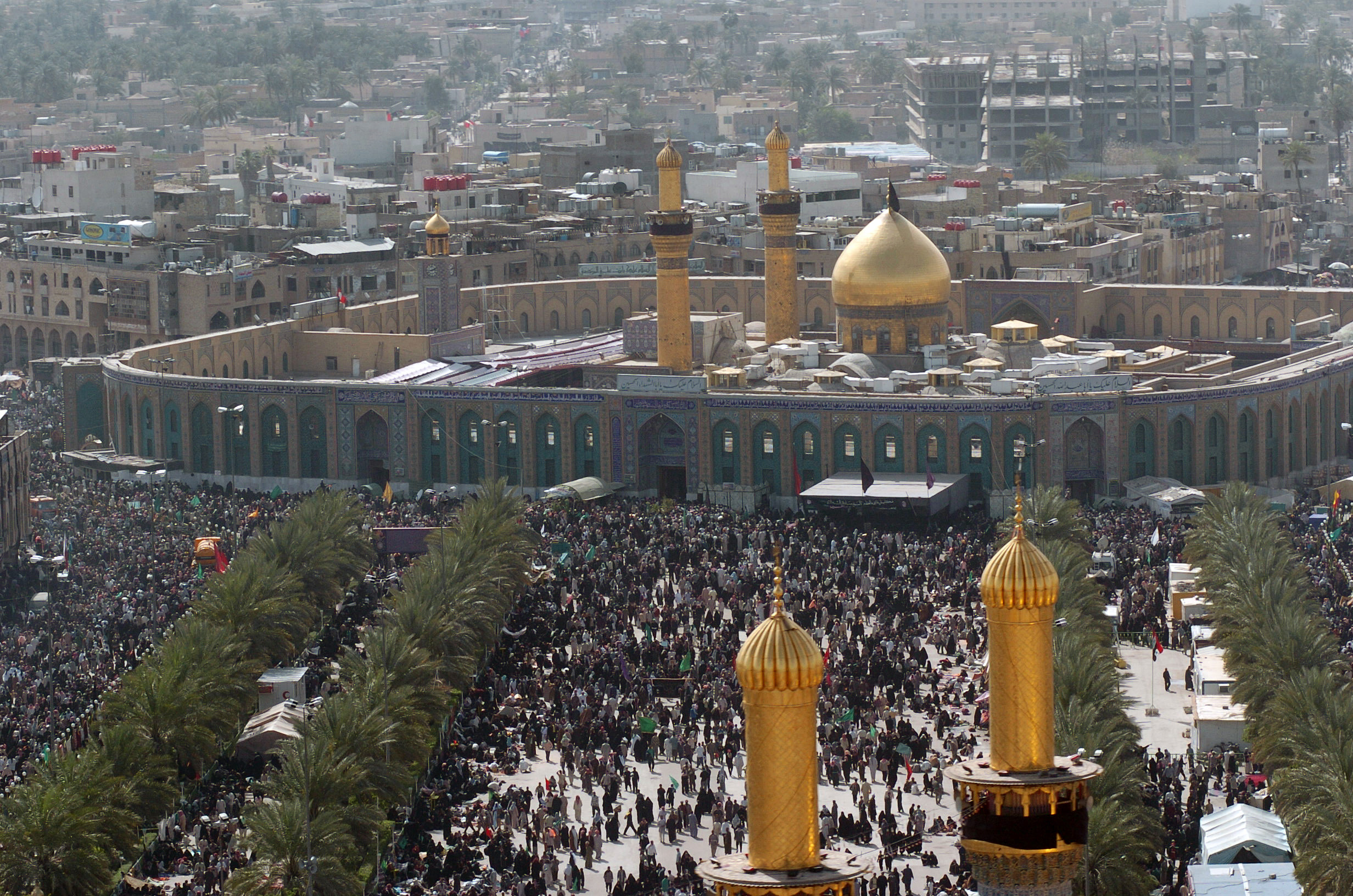
フサインが葬られた地に建つカルバラーのイマーム・フサイン廟。

フサイン・ブン・アリーはクーファの住民から多くの支援を受けた。以前にクーファの住民は第一次内乱の期間中にウマイヤ家とそのシリア人の同盟者と戦っていた。また、クーファの人々はハサンの退位に不満を抱き、ウマイヤ朝による支配に強く憤慨していた。669年にハサンが死去した後、クーファの人々はムアーウィヤに対する抵抗運動にフサインを参加させようと試みたが、この時の試みは失敗に終わった。ムアーウィヤの死去後、クーファのアリー家支持派の人々はヤズィードに対する反乱の指導者として再びフサインを招聘した。メッカに本拠を置くフサインは状況を見極めるために従兄弟のムスリム・ブン・アキールをクーファへ派遣した。そこで広く支持を得たムスリム・ブン・アキールはフサインに対して支持者の下に加わるように促した。ヤズィードはクーファの総督のヌウマーン・ブン・バシール・アル＝アンサーリーをムスリム・ブン・アキールの活動に対して何も対応を取らなかったことを理由に更迭し、当時バスラの総督であったウバイドゥッラー・ブン・ズィヤード（以下、イブン・ズィヤード）と交代させた。ヤズィードの指示を受けたイブン・ズィヤードは反乱を抑え込んでムスリム・ブン・アキールを処刑した。ムスリム・ブン・アキールの手紙に促されたフサインは、本人が処刑されたことを知ることなくクーファへ向かった。イブン・ズィヤードはフサインを追跡するために都市に通じるルートに沿って軍隊を配置した。そしてフサインはクーファの北に位置する砂漠の平原のカルバラーで動きを阻止された。その後およそ4,000人の軍隊が到着し、ヤズィードへの服従を強要した。何日にもわたる交渉と服従の拒否ののち、フサインは680年10月10日のカルバラーの戦いでおよそ70人の同行者とともに殺害された。

### マディーナとメッカの反抗

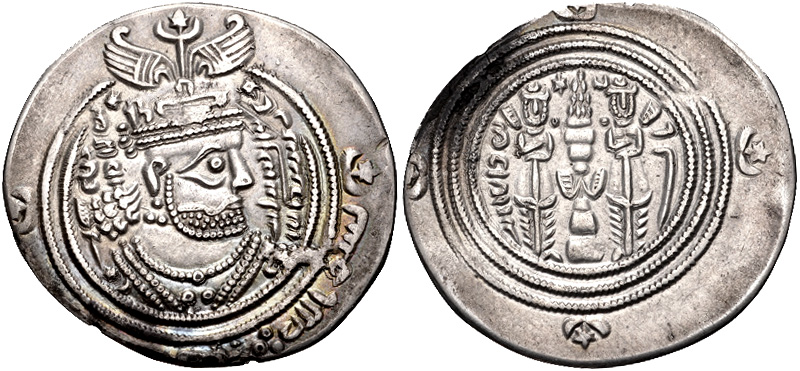
ヒジュラ暦57年（西暦676/7年）に鋳造されたサーサーン朝様式のヤズィード1世のディルハム銀貨。

フサインの死後、ヤズィードは自身の支配に対して増していくイブン・アッ＝ズバイル（サハーバのアッ＝ズバイル・ブン・アル＝アウワームの息子で初代正統カリフのアブー・バクル（在位：632年 - 634年）の孫にあたる）からの反発に直面することになった。イブン・アッ＝ズバイルはメッカで秘密裏に忠誠を獲得し始めたが、表向きは新しいカリフを選出するためのシューラーの開催を要求するだけに留まっていた。当初、ヤズィードは和解に至ろうと下賜品や代表団を送ってイブン・アッ＝ズバイルを懐柔しようとした。しかし、イブン・アッ＝ズバイルはヤズィードの承認を拒否し、これに対してヤズィードはイブン・アッ＝ズバイルを捕らえるためにイブン・アッ＝ズバイルの兄弟のアムルが率いる部隊を派遣した。しかしながら結果は敗北に終わり、アムルは捕らえられて熟慮の末に処刑された。マディーナにおけるイブン・アッ＝ズバイルの影響力は高まり、さらにマディーナの住民はウマイヤ朝による支配と政府の歳入を増やすために住民の土地を没収したムアーウィヤの農業政策に幻滅していた。

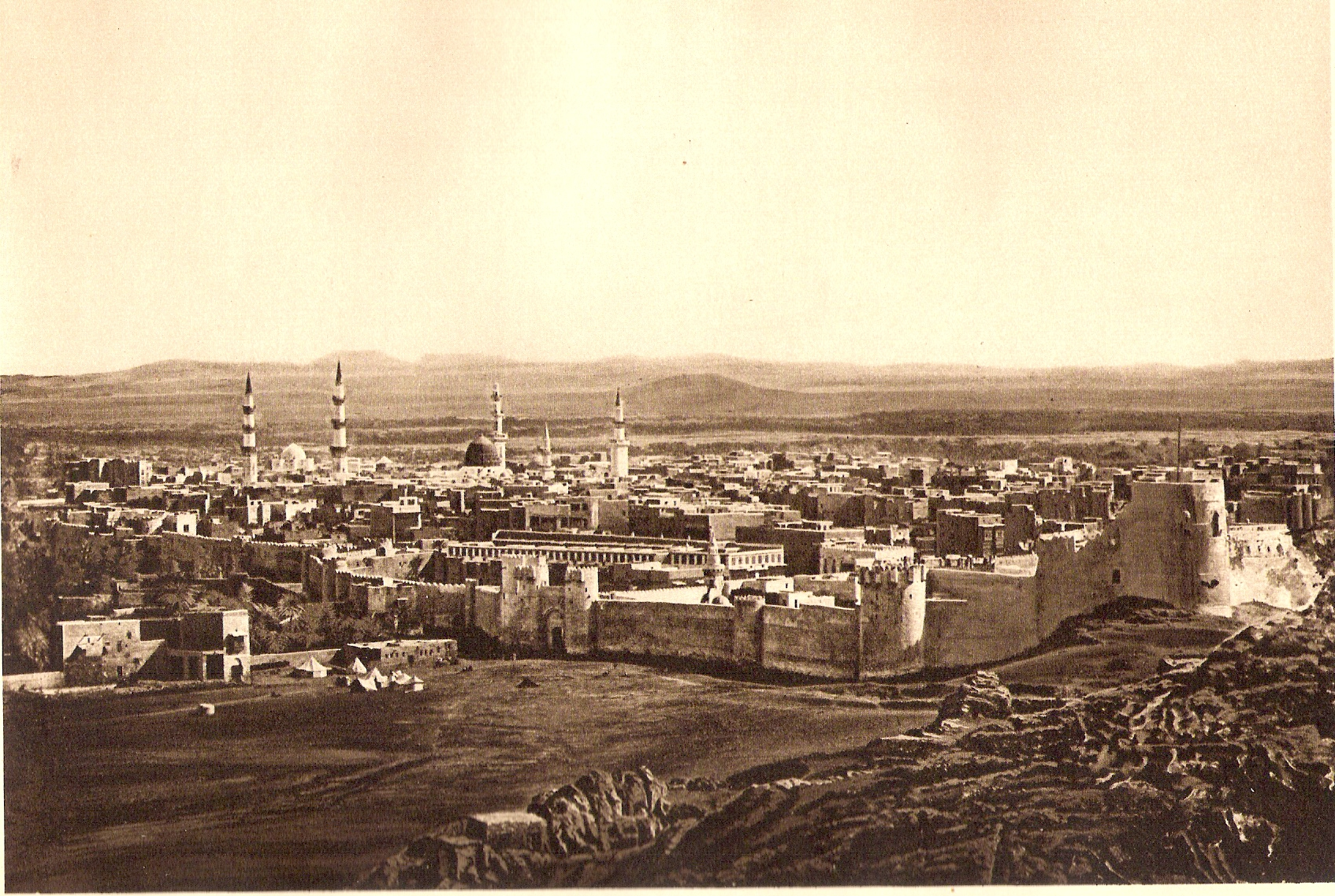
イスラームの聖地であるマディーナの外観（1926年以前の撮影）。マディーナはウマイヤ朝に対する反乱に失敗した後、イブン・アッ＝ズバイルの支配下に入った。

ヤズィードはマディーナの有力者をダマスクスに招待し、下賜品を与えることで支持を得ようとした。しかしこの行為には説得力がなく、招待された者たちはマディーナに戻ると、飲酒、猟犬を使った狩り、音楽への傾倒といった多くの人々が不信心であると考えたヤズィードの贅沢な暮らしぶりや習慣について語った。マディーナの住民はアブドゥッラー・ブン・ハンザラの指導の下でヤズィードへの忠誠を放棄し、当時のマディーナの総督でヤズィードの従兄弟にあたるウスマーン・ブン・ムハンマド・ブン・アビー・スフヤーンと街に住むウマイヤ家の人々を追放した。ヤズィードはヒジャーズ（アラビア半島西部）を再征服するためにムスリム・ブン・ウクバが率いる総勢12,000人の軍隊を派遣した。交渉が失敗に終わったのちに起こったハッラの戦いでマディーナの住民は敗北し、都市は3日間にわたる略奪を受けた。ヤズィードの軍隊は反乱者に対して忠誠を再度受け入れるように強要し、その後イブン・アッ＝ズバイルが本拠地とするメッカを征服するために進軍した。
ムスリム・ブン・ウクバはメッカへ向かう道中で死去し、フサイン・ブン・ヌマイルが指揮を引き継いだ。683年9月に始まったメッカの包囲は数週間続き、包囲の期間中にカアバが炎上した。しかし、同年11月にヤズィードが急死したためにこの軍事作戦は切り上げられることになった。フサイン・ブン・ヌマイルはイブン・アッ＝ズバイルをシリアへ同行させ、そこでカリフへの即位を宣言するように説得を試みたものの、イブン・アッ＝ズバイルは要求を拒否し、フサイン・ブン・ヌマイルは自身の部隊とともにシリアへ去った。

## 対抗のカリフ — アブドゥッラー・ブン・アッ＝ズバイル
ヤズィードの死とシリア軍の撤退によってイブン・アッ＝ズバイルは今やヒジャーズとその他のアラビア各地における事実上の支配者となり、公然とカリフの地位を宣言した。その後まもなくイブン・アッ＝ズバイルはエジプトに加えウマイヤ朝の総督のイブン・ズィヤードがアラブ部族の有力者層（アシュラーフ）によって追放されたイラクでもカリフとして認められた。さらに、イブン・アッ＝ズバイルの名を刻んだ硬貨がペルシア南部の一部（ファールスとケルマーン）で鋳造された。

### シリアの支配をめぐる抗争

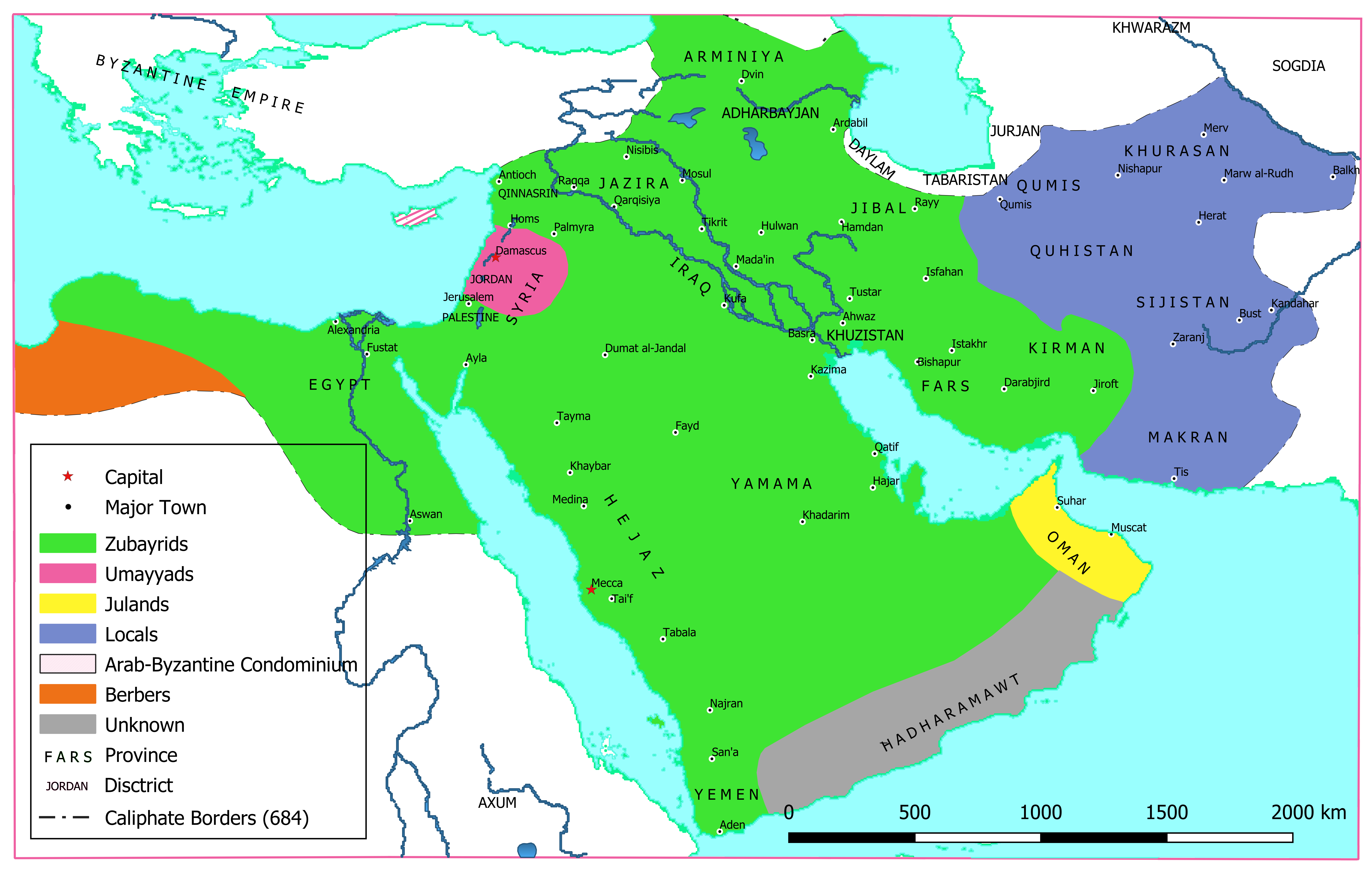
ムアーウィヤ2世死去後の時点（684年）における勢力図。この時点でウマイヤ朝の勢力範囲はシリアの一部にまで縮小し、アブドゥッラー・ブン・アッ＝ズバイルがイスラーム国家の大半の地域からカリフとして認められた。
ズバイル家の支配地域
ウマイヤ朝の支配地域
ジュランド族の支配地域
現地勢力の支配地域
ベルベル人の支配地域
状況不明（ハドラマウト）

ヤズィードの死後、息子で後継者に指名されたムアーウィヤ2世がカリフとなったものの、すでに権力のおよぶ範囲はシリアの特定の地域に限定されていた。さらにムアーウィヤ2世は後継者となる適切なスフヤーン家（アブー・スフヤーンの子孫でムアーウィヤが属していたウマイヤ家の家系の一つ）の候補者がいないまま即位後わずか20日ほどで死去した。シリア北部のカイス族（アラブの部族連合の一つ）はイブン・アッ＝ズバイルを支持し、シリアの軍事区（ジュンド）であるジュンド・ヒムス（現代のホムス周辺）、ジュンド・キンナスリーン（現代のアレッポ周辺）、およびジュンド・フィラスティーン（パレスチナ）の総督も同様にイブン・アッ＝ズバイルの支持に回った。ジュンド・ディマシュク（ダマスクス）総督のダッハーク・ブン・カイスもイブン・アッ＝ズバイル支持に傾き、さらには当時のウマイヤ家の長老格であったマルワーン・ブン・アル＝ハカムを含む多くのウマイヤ家の人々もイブン・アッ＝ズバイルを承認しようとしていた。
一方、ウマイヤ朝支持派の部族、特にジュンド・アル＝ウルドゥンを支配していたカルブ族はダマスクスでウマイヤ朝を支援していた。このためカルブ族はウマイヤ家の人物の擁立を決意した。カルブ族の族長のイブン・バフダルはスフヤーン家のカリフと姻戚関係にあり、部族はウマイヤ朝の下で特権的な地位を保持していた。イブン・バフダルはヤズィードの若年の息子であるハーリド・ブン・ヤズィードがカリフとなることを望んだ。しかしながら、カルブ族以外のウマイヤ朝支持派の部族からはハーリドがカリフとなるにはあまりに若すぎると見なされたため、イブン・ズィヤードがマルワーンに対してカリフの候補者として立候補するように説得した。マルワーンは684年6月にジャービヤのカルブ族の拠点に招集されたウマイヤ朝支持派の部族によるシューラーでカリフとして承認された。その一方でイブン・アッ＝ズバイル支持派の部族はマルワーンの承認を拒否し、同年8月のマルジュ・ラーヒトの戦いで両者は激突した。結果はウマイヤ朝軍がダッハーク・ブン・カイスの指揮下にあったカイス族の軍隊を完全に打ち破り、ダッハークを含む高位の指導者の多くが戦死した。
マルワーンの即位はシリアがウマイヤ朝の下で再統合される契機となり、ウマイヤ朝の焦点が失われた領土の回復に向けられることになった。マルワーンと息子のアブドゥルアズィーズは地元の部族の助けを借りてエジプトのイブン・アッ＝ズバイル派の総督を追放した。一方でイブン・アッ＝ズバイルの弟のムスアブ・ブン・アッ＝ズバイルがパレスチナに対する攻撃に向かったが、ウマイヤ朝はこの侵攻を撃退した。反対にヒジャーズの奪還を目指したウマイヤ朝軍の侵攻もマディーナの近郊でイブン・アッ＝ズバイル側の軍隊に打ち破られた。マルワーンはイラクの支配の回復を目指し、イブン・ズィヤードが率いる軍隊を派遣した。マルワーンは685年4月に死去し、息子のアブドゥルマリクがカリフの地位を継いだ。

### 東方地域の動向

内乱が最も激しさを増していた686年頃の勢力図。
アブドゥルマリク・ブン・マルワーン（ウマイヤ朝）の支配地域
ムフタール・アッ＝サカフィーの支配地域
アブドゥッラー・ブン・アッ＝ズバイル（ズバイル家）の支配地域
アブドゥッラー・ブン・アッ＝ズバイルを支持する勢力の支配地域
ハワーリジュ派の支配地域

カリフのヤズィードが死去した頃、スィースターン（現代のイラン東部）のウマイヤ朝の総督のヤズィード・ブン・ズィヤードは、東方の従属勢力であるザーブリスターンのズンビールの反乱に直面しており、兄弟のアブー・ウバイダが捕えられていた。ヤズィード・ブン・ズィヤードはズンビールを攻撃したものの、敗北して殺害された。ヤズィード・ブン・ズィヤードの兄弟でウマイヤ朝のホラーサーン（現代のイラン北東部と中央アジアおよび現代のアフガニスタンの一部）総督のサルム・ブン・ズィヤードは、スィースターンの新しい総督としてタルハ・ブン・アブドゥッラー・アル＝フザーイーを派遣した。しかし、タルハはアブー・ウバイダの身代金を支払った直後に死去した。
中央権力の弱体化は、部族間の派閥争いの急激な増加とイスラーム軍に従軍したアラブ人の移住者が征服した土地に持ち込んだ対立関係を表面化させる結果を招いた。ラビーア族出身のタルハの後継者はすぐにムダル族出身の対抗者によって追放された。その結果、部族間の確執に発展し、この状態は少なくとも685年の終わりにイブン・アッ＝ズバイルが派遣した総督のアブドゥルアズィーズ・ブン・アブドゥッラー・ブン・アーミルが到着するまで続いた。アブドゥルアズィーズは部族間の争いを収束させ、ズンビールの反乱を鎮圧した。
一方、ホラーサーンではサルムがカリフのヤズィードの死の情報をしばらくの間伏せていた。その後、この情報が知れ渡るとサルムは自身の軍隊から一時的に忠誠を受けたが、すぐに軍の離反に遭って追放された。サルムは684年の夏に去る際に、ムダル族のアブドゥッラー・ブン・ハーズィム（以下、イブン・ハーズィム）をホラーサーンの総督に指名した。イブン・ハーズィムはイブン・アッ＝ズバイルをカリフとして認めたものの、その後ラビーア族とムダル族の抗争に巻き込まれることになった。ラビーア族はムダル族のイブン・ハーズィムに対する憎悪のためにイブン・アッ＝ズバイルによる支配に反抗した。最終的にイブン・ハーズィムはラビーア族を抑え込んだものの、今度はすぐにかつての同盟者であるタミーム族による反乱に直面した。しかし、タミーム族の反乱は反乱側の内部分裂によって収束し、その後、ウマイヤ朝のカリフのアブドゥルマリクが691年にイラクを奪還（後述）した際にアブドゥルマリクからさらに7年間総督の地位に留まるように要請を受けた。しかしながら、すでに現地で強力な立場を築いていたイブン・ハーズィムはこの要請とアブドゥルマリクへの忠誠を拒否した。これに対し、アブドゥルマリクはタミーム族の指導者であるブカイル・ブン・ウィシャーフ・アル＝サアディーからホラーサーン総督の地位を与えることと引き換えにイブン・ハーズィムを排除する同意を確保し、両者は同盟を結んだ。結局、イブン・ハーズィムは移動中にブカイルの部隊の迎撃を受けて同年に殺害された。
これらの内乱期の東方地域におけるイブン・アッ＝ズバイルの支配は名目的なものであり、特にイブン・ハーズィムが事実上独立して支配していたホラーサーンではその傾向が顕著であった。

### 各勢力の対立
イブン・アッ＝ズバイルは自身の反乱の間にウマイヤ朝とアリー家に敵対したハワーリジュ派と同盟を結んでいた。しかし、カリフの地位を主張した後、イブン・アッ＝ズバイルはハワーリジュ派の宗教面における見解を非難し、その統治形態の受け入れを拒否したために同盟関係は崩壊していった。ハワーリジュ派の一部の集団がバスラに、残りの集団がアラビア半島中部へ向かい、イブン・アッ＝ズバイルの支配を不安定なものにし始めた。イブン・アッ＝ズバイルは、その頃までクーファの有力者でカリフのヤズィードと対立していたアリー家支持派の人物であるムフタール・アッ＝サカフィーから協力を得ていた。しかし、イブン・アッ＝ズバイルは以前にムフタールと合意していた高い公的な地位をムフタールに与えようとしなかった。684年4月にムフタールはイブン・アッ＝ズバイルの下を去り、クーファでアリー家を支持する人々の扇動を始めた。

## アリー家支持派の運動

### タッワーブーンの蜂起

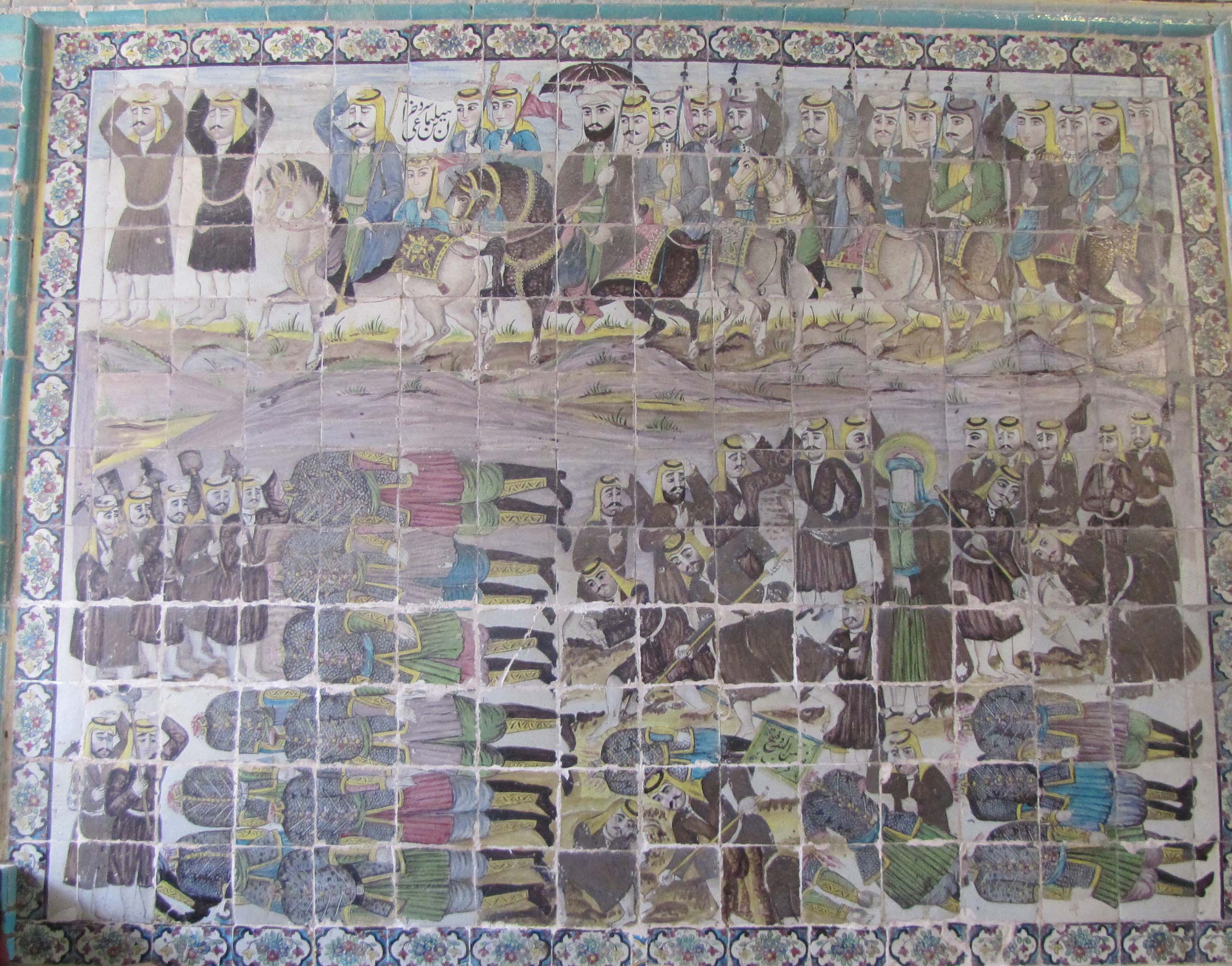
タッワーブーンの軍隊の様子を描いた20世紀のケルマーンシャーのタイルワーク。

フサイン・ブン・アリーへの支援に失敗したことを罪業とみなし、償いを求めていた少数の著名なアリー家の支持者たちがウマイヤ朝と戦うためにムハンマドのサハーバでアリーの協力者であったスライマーン・ブン・スラドの下で運動を開始した。自らをタッワーブーン（悔悟者たち）と呼んだこれらの人々は、ウマイヤ朝がイラクを支配しているあいだ地下組織として潜伏していた。カリフのヤズィードの死とそれに続く総督のイブン・ズィヤードの追放の後、タッワーブーンは公然とフサイン殺害に対する復讐を呼びかけた。そしてクーファで幅広い支持を集めることに成功した。しかしながら、その運動は政治的な計画を欠いており、主だった目標はウマイヤ朝を懲罰するか、さもなければその過程で自らを犠牲にすることにあった。ムフタールはクーファに戻って以降、都市の支配権を手に入れるための組織的な運動を追求し、タッワーブーンに対してその努力を思いとどまらせようとした。しかし、スライマーンには名声があったために、ムフタールの提案はスライマーンの支持者には受け入れられなかった。
タッワーブーンの運動に参加した16,000人のうち4,000人が戦闘のために動員された。684年11月、タッワーブーンはカルバラーのフサインの墓で一日喪に服した後、ウマイヤ朝と対決するために出発した。そして双方の軍隊は685年1月にジャズィーラ（メソポタミア北部）で起こったアイン・アル＝ワルダの戦いで激突した。3日間続いた戦闘の末にタッワーブーンの軍隊は敗れ、スライマーンを含むほとんどの者が戦死し、生き残った少数の者がクーファへ逃れた。

### ムフタール・アッ＝サカフィーの反乱

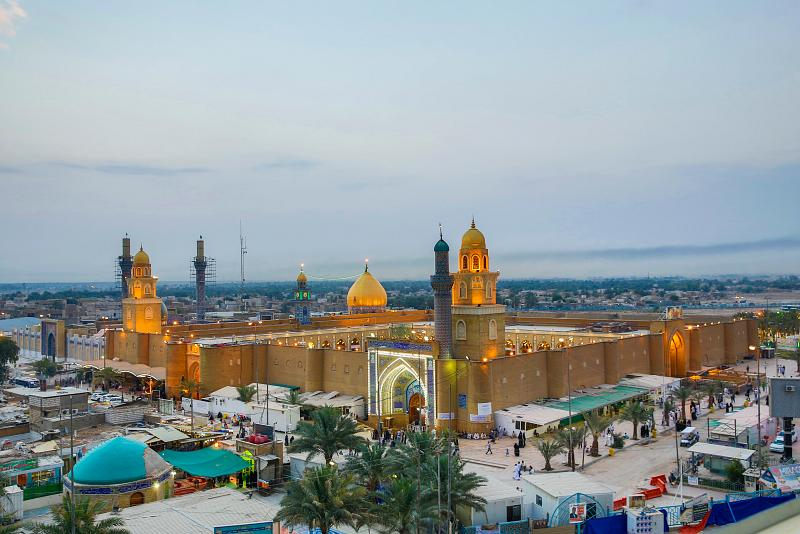
アラブ軍の軍営都市（ミスル）として7世紀に建設されたクーファの町と大モスク。ムフタールはクーファを本拠地としてアリー家支持派による反ウマイヤ朝の反乱を主導した。

ムフタールはクーファに戻って以来、アリーの息子でフサインの異母弟であるムハンマド・ブン・アル＝ハナフィーヤ（以下、イブン・ハナフィーヤ）をイマームにしてマフディーであると称して自らはその代理人であると宣言し、アリー家のカリフによる政権の樹立とフサインの殺害者に対する復讐を呼びかけていた。その後、タッワーブーンの試みが失敗に終わったことで、ムフタールがクーファのアリー家支持派の指導者となった。685年10月、ムフタールとかなりの人数が地元の非アラブ人の改宗者（マワーリー）からなっていたその支持者たちが、イブン・アッ＝ズバイル派の総督のアブドゥッラー・ブン・ムティーを追放してクーファの支配権を掌握した。そしてムフタールの支配はイラクの大部分とペルシア北西部の一部にまで及んだ。
ムフタールはマワーリーに対して俸給を受け取る権利などアラブ人と同等の地位を与えたが、この措置はアラブ部族の有力者による反乱を招いた。反乱を鎮圧した後、ムフタールはカルバラーの戦いでフサインを殺害した軍の指揮官の一人であるウマル・ブン・サアドを含むフサインの殺害に関与したクーファの人々を処刑した。これらの手段に出た結果、何千人ものクーファのアシュラーフがバスラに逃れた。その後、ムフタールはイラクの再征服を目指して接近中であったイブン・ズィヤードが率いるウマイヤ朝軍と対決するために配下の将軍のイブラーヒーム・ブン・アル＝アシュタルを派遣した。686年8月に起こったハーズィルの戦いでムフタールの軍隊はウマイヤ朝軍に対して圧倒的な勝利を収め、イブン・ズィヤードは戦死した。

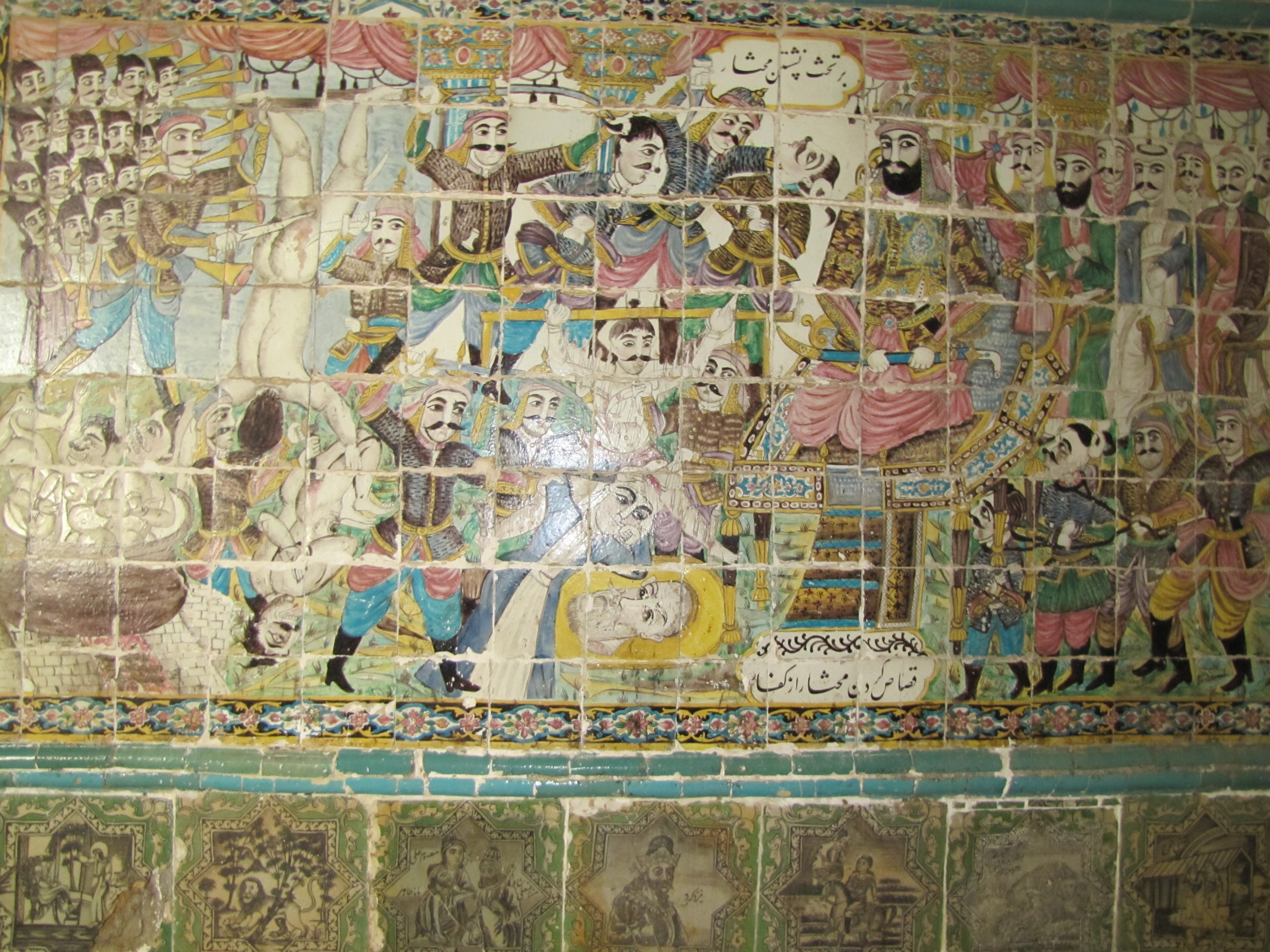
ムフタールがフサイン・ブン・アリーの殺害に関与した人々への処罰を監視している様子を描いたケルマーンシャーのタイルワーク。

一方、バスラでは失われた特権を取り戻して自分たちの街へ戻ることを切望していたクーファからの避難民と、その中でも有力者であったムハンマド・ブン・アル＝アシュアスとシャバス・ブン・リビーがクーファを攻撃するようにイブン・アッ＝ズバイルの弟でバスラの総督であるムスアブ・ブン・アッ＝ズバイルを説得した。ムフタールはムスアブと対決するために軍隊を派遣したが、バスラとクーファの間のティグリス川沿いに位置するマザールで発生した最初の戦闘で敗北した。ムフタールの軍隊はクーファ近郊の村であるハルーラーに撤退したが、そこでの二度目の戦闘でムスアブの軍隊によってムフタール軍は壊滅した。ムフタールと残りの支持者たちはクーファのムフタールの宮殿に避難したものの、ムスアブの軍隊によって宮殿を包囲された。そして4か月後の687年4月に出撃を試みたムフタールは戦闘で殺害された。およそ6,000人ものムフタールの支持者たちが降伏したが、ムスアブはムハンマド・ブン・アル＝アシュアスとその息子のイブン・アル＝アシュアス、そしてその他のアシュラーフから迫られたためにこれらのムフタールの支持者を処刑した。ムフタールの死によってウマイヤ朝とイブン・アッ＝ズバイルが内乱における最後の交戦勢力として残ることになった。

## ウマイヤ朝の勝利

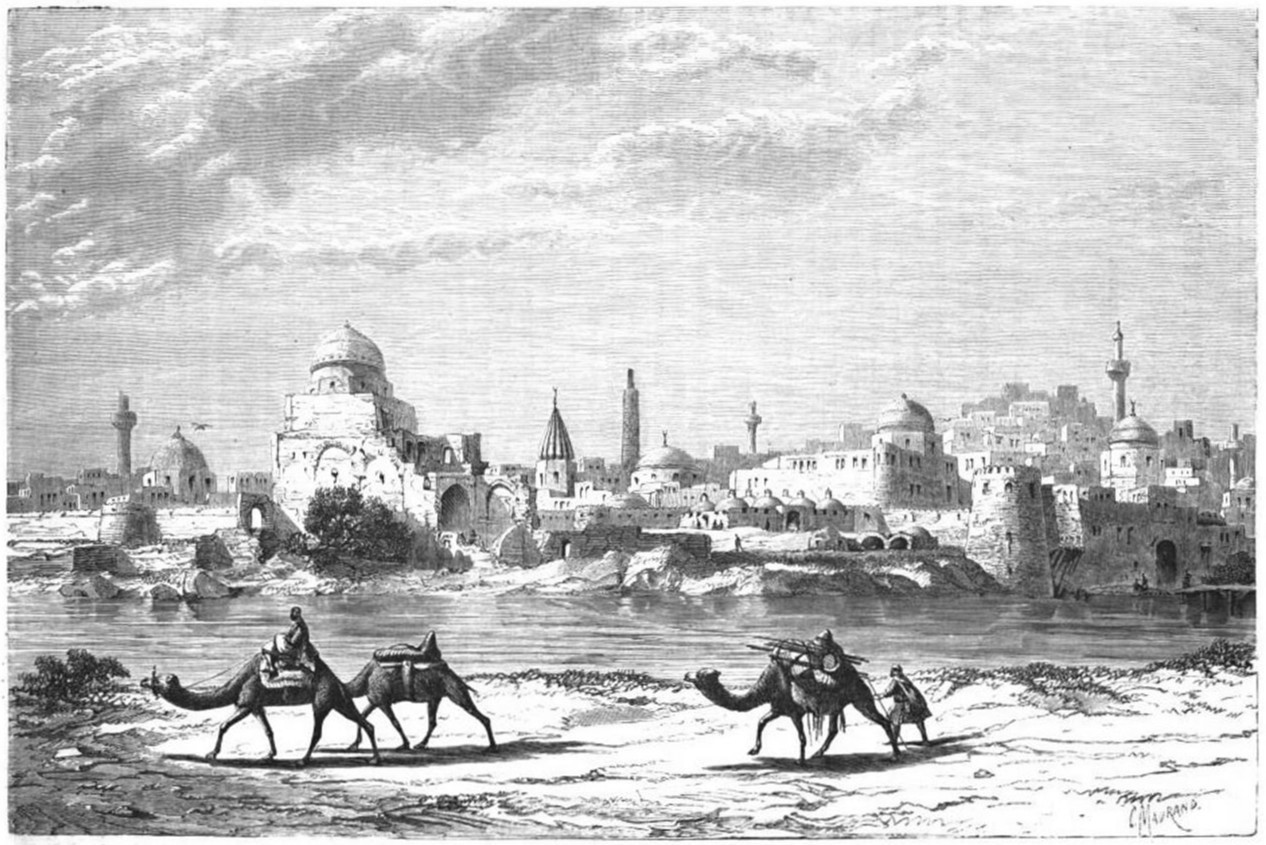
ティグリス川沿いに位置するジャズィーラの主要都市であるモースル（ウジェーヌ・フランダン画、1861年）。

684年6月のマルワーン・ブン・アル＝ハカムのカリフへの即位に続いてイブン・ズィヤードがイラクを再征服するために派遣された。その後、イブン・ズィヤードはアイン・アル＝ワルダの戦いでタッワーブーンを破った。一方、マルジュ・ラーヒトの戦いで壊滅的な敗北を喫したカイス族はズファル・ブン・アル＝ハーリスの下でジャズィーラにおいて勢力を立て直し、イブン・ズィヤードがジャズィーラを再征服しようとする努力を1年にわたって妨げ、イブン・アッ＝ズバイルを支援し続けた。イブン・ズィヤードはカイス族の要塞を落とすことができなかったため、ムフタールの総督が支配するモースルを占領するために移動した。モースルを占領されたムフタールは都市を奪還するために3,000人の騎兵からなる小規模な部隊を送った。686年7月にムフタールの部隊は戦闘で勝利したにもかかわらず、ウマイヤ朝軍が数的に優位な状況であったために撤退した。その1か月後、イブン・ズィヤードはハーズィルの戦いで増強されたムフタールの軍隊の前に敗れて戦死した。イブン・ズィヤードが死亡したため、カリフのアブドゥルマリクはイラクを再征服する計画を数年にわたって放棄し、シリアの支配を固めることに焦点を合わせた。シリアにおけるアブドゥルマリクの支配は内部の混乱とビザンツ帝国（東ローマ帝国）との戦争の再開によって脅かされていた。それにもかかわらず、アブドゥルマリクは失敗に終わった二度のイラクへの軍事行動（689年と690年）を率い、工作員を通してバスラでイブン・アッ＝ズバイルに対する反乱を扇動した。しかしバスラでの反乱は失敗に終わり、バスラのアブドゥルマリクの支持者たちは報復としてムスアブによる弾圧を受けた。
ビザンツ帝国との停戦を成立させ、内部の対立を克服したのち、アブドゥルマリクはイラクに視線を戻した。691年、アブドゥルマリクはジャズィーラに位置するカルキースィヤーのカイス族の要塞を包囲した。要塞の攻略に失敗した後、アブドゥルマリクは譲歩を示して恩赦を約束することでズファルを降伏に導き、味方へ引き入れることに成功した。また、アブドゥルマリクはこれらのかつてのイブン・アッ＝ズバイルの同盟者を自軍に組み入れることで軍隊を強化し、多くの要因によってイラクにおける立場が弱まっていたムスアブを打ち破るために行動を起こした。一方でハワーリジュ派は中央政府による支配が内乱によって崩壊して以降、アラビア半島、イラク、そしてペルシアにおける襲撃を再開していた。イラク東部とペルシアではハワーリジュ派の一派であるアズラク派が685年にイブン・アッ＝ズバイルからファールスとケルマーンを奪い、イブン・アッ＝ズバイル派の支配地への襲撃を繰り返した。クーファとバスラの人々もイブン・アッ＝ズバイル派によるアブドゥルマリクと以前のムフタールの支持者に対する虐殺と弾圧、そしてアブドゥルマリクによる懐柔工作のために離反が続いていた。その結果、アブドゥルマリクは多くのイブン・アッ＝ズバイル支持派であった人々の亡命者を確保することに成功した。さらに、ムスアブは配下で最も経験豊富な将軍であるムハッラブ・ブン・アビー・スフラがかなりの数の部隊とともにバスラをハワーリジュ派から守るために離れていたため、アブドゥルマリクに対して効果的な反撃に出ることができなかった。結局、ムスアブは691年10月に起こったマスキンの戦いで、自軍の武将の裏切りが重なったこともあり、ムフタールの死後にムスアブの下に降っていたイブラーヒーム・ブン・アル＝アシュタルとともにウマイヤ朝軍に敗れて戦死した。

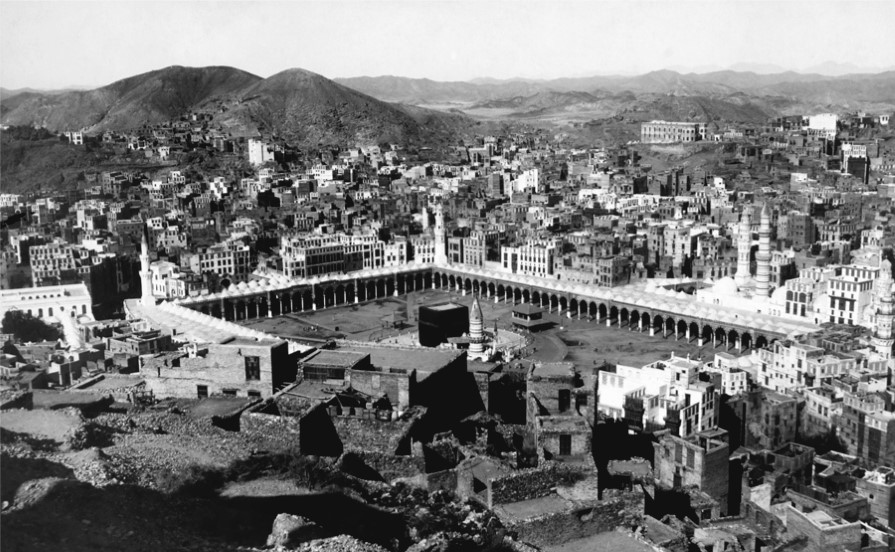
イブン・アッ＝ズバイルが本拠地としていたメッカとカアバ神殿（1917年8月）。最終的にイブン・アッ＝ズバイルはウマイヤ朝に敗れ、メッカで戦死したことで内乱は終結した。

イラクとその統制下にあった地域のほとんどを確保したアブドゥルマリクは、イブン・アッ＝ズバイルに対して将軍のアル＝ハッジャージュ・ブン・ユースフを派遣した。当時イブン・アッ＝ズバイルはナジュダ・ブン・アーミルに率いられたもう一つのハワーリジュ派の分派であるナジュダ派の軍隊の攻勢を受けてヒジャーズで窮地に立たされていた。ナジュダ派は685年にナジュドとヤマーマで独立政権を築き、688年にイエメンとハドラマウト、689年にはターイフを占領していた。アル＝ハッジャージュは直接メッカには向かわずにターイフに向かい、抵抗を受けることなくターイフを占領すると、そこに拠点を定めていくつかの小規模な戦闘でイブン・アッ＝ズバイルの部隊を破った。その間にシリアのウマイヤ朝の軍隊がイブン・アッ＝ズバイル派の総督からマディーナを奪い、その後、692年3月にメッカを包囲したハッジャージュを支援するために進軍した。包囲は6か月から7か月にわたって続き、巡礼期間中も周囲の山から投石を行って攻め立てた。イブン・アッ＝ズバイルの軍隊の大部分が降伏し、イブン・アッ＝ズバイルは同年10月もしくは11月にアブドゥッラー・ブン・ムティーを含む残った支持者とともに打って出たが、戦闘で殺害された。イブン・アッ＝ズバイルの死によってヒジャーズは再びウマイヤ朝の支配下に置かれることになり、内乱は終結をみた。その後まもなくナジュダ派はハッジャージュによって打倒され、アズラク派とその他のハワーリジュ派は696年から699年の間に鎮圧されるまでイラクで活動を続けた。

## 内乱後の経過と影響
アブドゥルマリクの勝利によってウマイヤ朝が支配を回復し、イスラーム共同体において世襲による統治が確立されることになった。カリフの地位を継いだアブドゥルマリクとその子孫（二人は甥）は、750年にアッバース革命によって王朝が打倒されるまでさらに58年間統治した。

### 行政制度の改革
内乱で勝利した後、アブドゥルマリクはイスラーム国家における重要な行政上の改革を実行した。第二次内乱以前にイスラーム国家を統治していたムアーウィヤは自身に忠実な人物との個人的な人間関係を通して支配し、親族には依存なかった。ムアーウィヤは高度に訓練されたシリア人による軍隊を作り上げたが、このような精鋭軍はビザンツ帝国への襲撃に対してのみ配備されていた。国内では自身の外交的手腕に依存する形で自分の意思を実行に移していた。地方の総督と一般市民の仲介者は政府の役人ではなくアシュラーフであった。地方の軍事組織は地元の部族から構成され、その指揮権もアシュラーフに委ねられていた。地方は税収の多くを保持し、ごく一部のみがカリフへ送られていた。征服された土地に存在した行政制度はそのまま温存されていた。サーサーン朝のペルシア人、またはビザンツ人の下で働いていた役人は自身の役職を保持し続けていた。地方で用いられていた言語は引き続き公用語として使用され、ビザンツ帝国とサーサーン朝の硬貨もかつてこれらの国の領土であった地域で使用されていた。

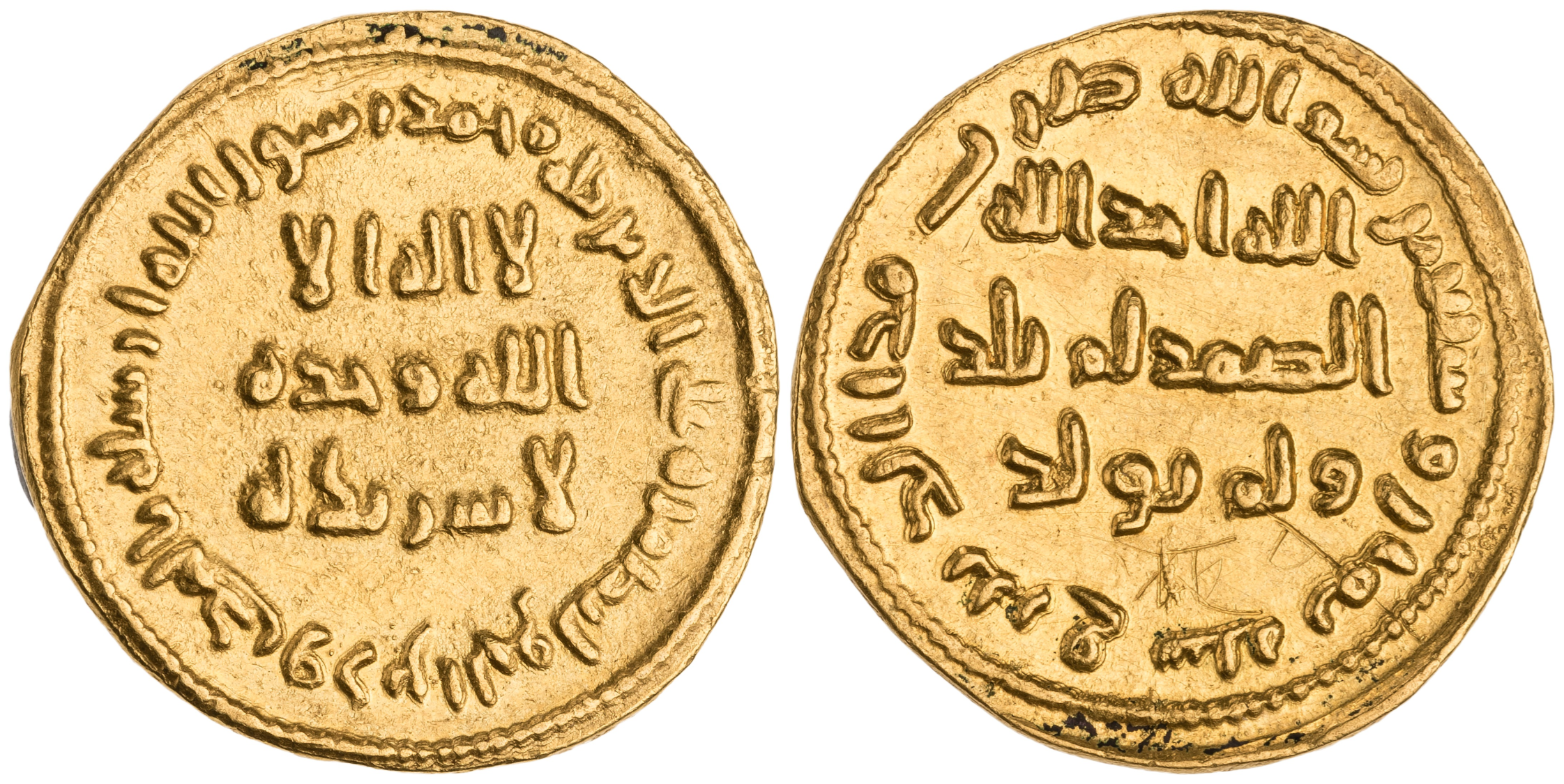
ヒジュラ暦78年（西暦697/8年）にダマスクスで鋳造されたアブドゥルマリクのディナール金貨。以前のカリフの肖像を含む様式から銘文のみの様式に改められた。

内乱中のアシュラーフ — ダッハーク・ブン・カイスやイブン・ハーズィム、そして一部のイラクの有力者層 — の離反は、アブドゥルマリクにムアーウィヤが敷いていた分権的な統治体制の維持が困難であることを確信させた。その結果、アブドゥルマリクは権力の中央集権化に着手することになった。シリアの常備軍が強化され、各地方で政府の権力を行使するために活用された。さらに、アブドゥルマリクは近親者に政府の要職を与え、各地の総督に歳入の余剰分を首都へ送るように要求した。そしてアラビア語が官僚機構における公用語となり、単一のイスラーム通貨がビザンツ帝国とサーサーン朝の通貨に取って代った。これらの政策によってウマイヤ朝は一層イスラーム政権としての性格を強めることになった。また、アブドゥルマリクは初期のイスラーム教徒による征服活動に従事した人々への恒久的な年金の支払いを打ち切り、現役軍人のために俸給を支払う制度を確立した。アブドゥルマリクの統治モデルはその後の多くのイスラーム政権によって採用された。

### 部族の分裂
内乱中に発生したマルジュ・ラーヒトの戦い以降にシリアとジャズィーラにおいてカイス族とカルブ族の長期にわたる分断が進行した。この対立関係は、イラクにおいてタミーム族を中核とするムダル族と、これに対立するラビーア族とアズド族の部族同盟との間で起こっていた分裂と並行して発生していた。これらの対立は、ともにイスラーム国家の各地で二つの部族連合、または「大集団」へと各部族の忠義が再編されていくきっかけとなった。これらの部族連合は、「北アラブ」またはカイス・ムダル連合と呼ばれる一派と、これと対立する「南アラブ」またはイエメン人と呼ばれる一派に分かれていった。しかしながら、実際には「北部」であったラビーア族は「南部」のイエメン人に忠実であったため、厳密にはこれらの用語は地理的なものというよりは政治的なものであった。
ウマイヤ朝のカリフは二つの集団間の均衡を維持しようと努めたものの、この分裂と双方の集団間の根深い対抗意識は、もともと特定の同盟関係に属していなかった部族でさえ二つの部族連合のどちらかへ属するように促されることになったため、この分裂はその後の数十年間にわたってアラブ世界で固定化されることになった。この権力と影響力をめぐる絶え間ない争いがウマイヤ朝を巻き込み、地方を不安定化させ、破滅的なものとなった第三次内乱を助長させるとともにアッバース朝の手によるウマイヤ朝の最終的な崩壊に影響を与えることになった。この分裂の影響はウマイヤ朝の崩壊後も長期にわたって続いた。歴史家のヒュー・ナイジェル・ケネディが記しているように、「19世紀の終わりに至るまで、パレスチナでは自分たちをカイスとヤマンと呼ぶ集団間の争いがまだ続いていた」。

### イスラームの宗派と終末論の発展

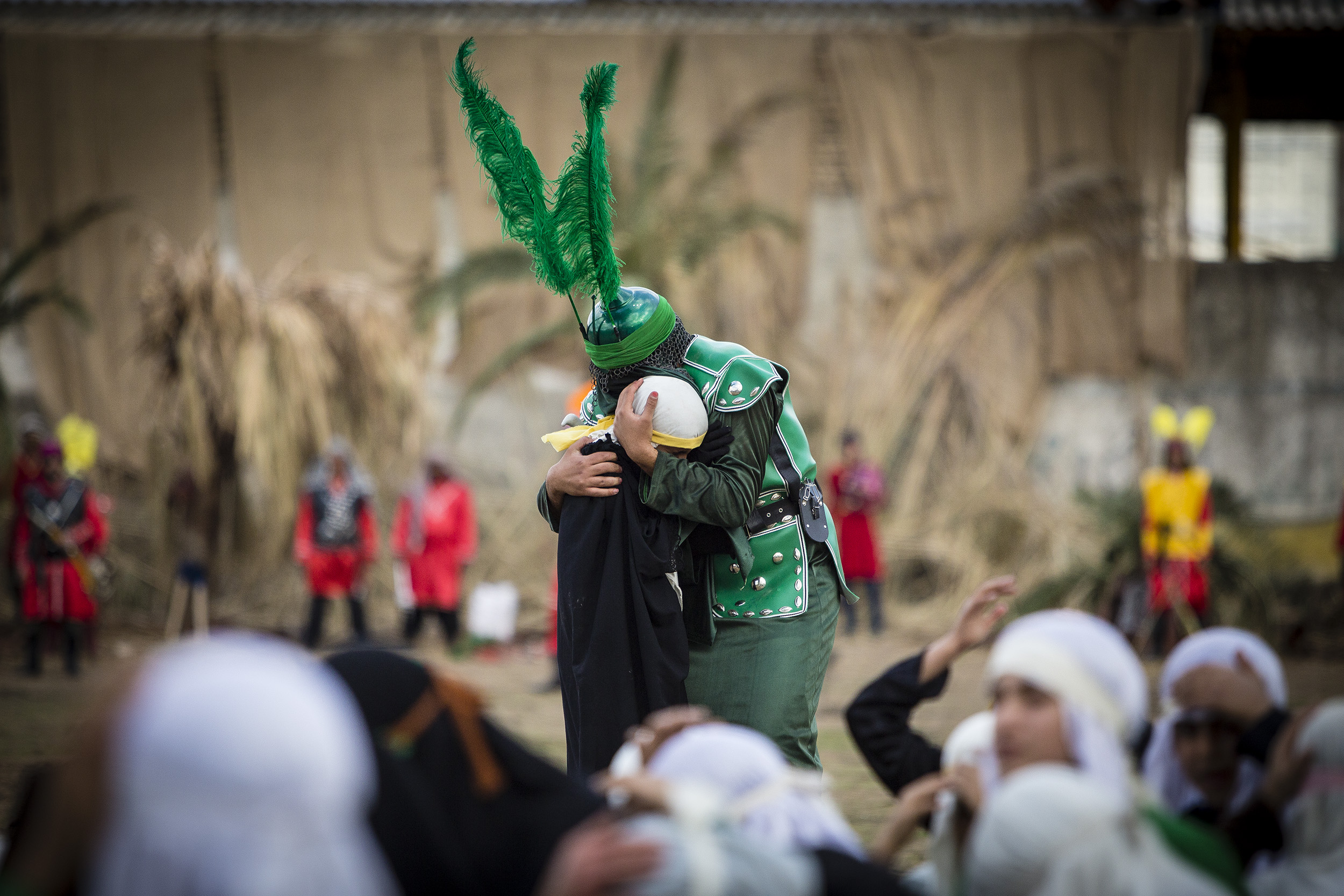
イランのターズィエ（シーア派イマームの殉教を悼む哀悼行事）におけるフサインの殉教劇。

フサイン・ブン・アリーの死は広範囲にわたる激しい抗議を引き起こし、カリフのヤズィードへの反感がアリー家を支持する人々の強力な願望と結びついて反ウマイヤ朝運動の形で表面化する原因となった。そしてカルバラーの戦いは後にそれぞれシーア派とスンナ派へとつながっていくイスラームの宗派の決定的な分裂に影響を与えた。同様にこの事件はそれまで政治的なものであったアリー家支持派の運動が宗教的な事象へと転換していくきっかけとなった。この事象は今日に至るまで毎年アーシューラーの日にシーア派のイスラーム教徒によって行われる追悼行事の形で続いている。
そして、この時期にそれまで純粋なアラブ人による運動であったアリー家支持派の運動がムフタール・アッ＝サカフィーの反乱をきっかけにアラブ人以外の手にも広まることになった。ムフタールは不当な扱いに対する不満を取り除くことによって、社会的に無視され、経済的に搾取されていたマワーリーを結集させた。ムフタールの反乱が起こる以前、非アラブ人のイスラーム教徒は全く政治的に重要な役割を担っていなかった。政治的には短期間で失敗に終わったにもかかわらず、ムフタールの運動は、それまでにない神学的、終末論的概念を導入し、シーア派のその後の発展に影響を与えた急進的なシーア派の一派であるカイサーン派に引き継がれた。のちにアッバース家はウマイヤ朝を打倒する革命においてカイサーン派の布教者の地下組織を活用した。そして革命の支持者の中で最大の勢力となったのはシーア派と非アラブ人であった。

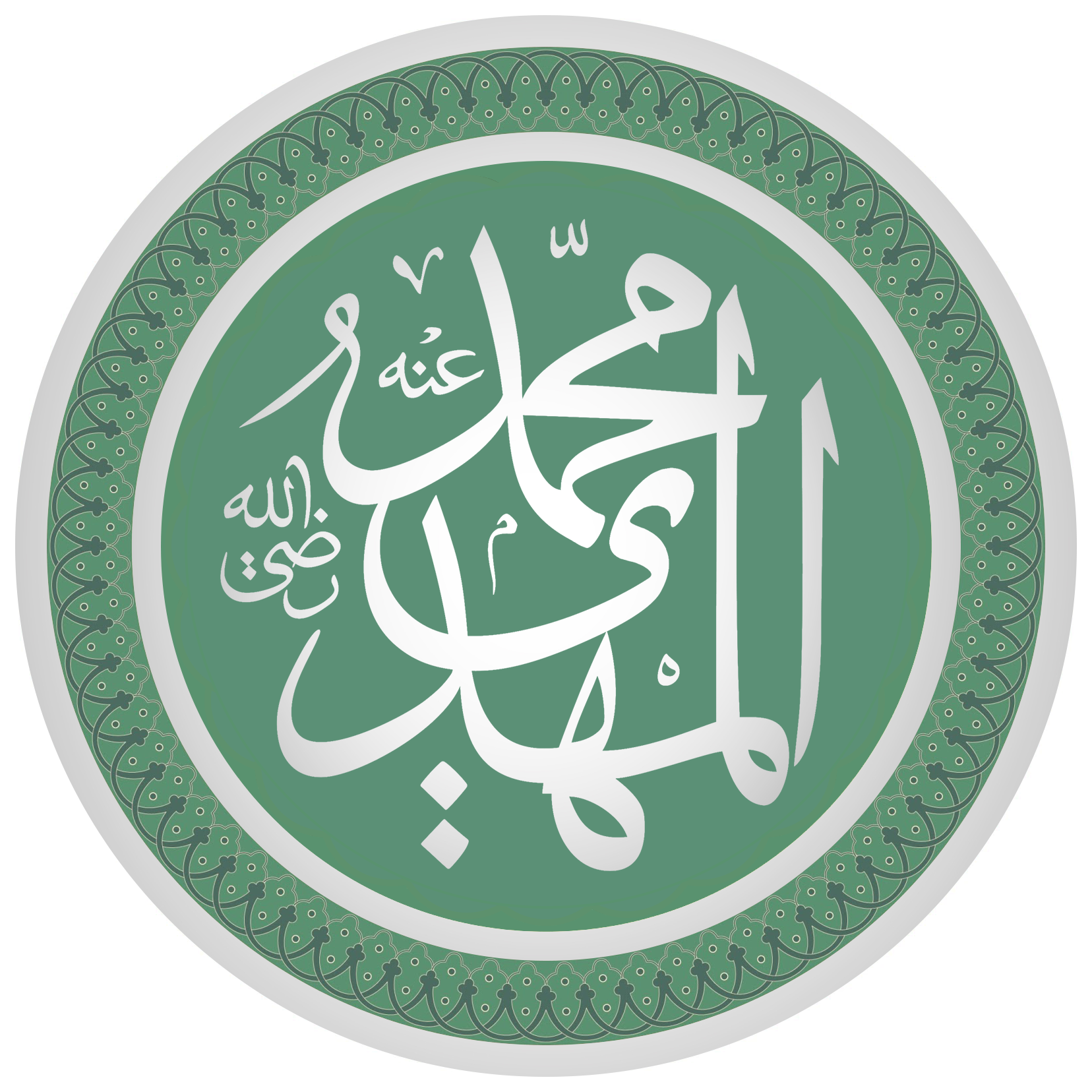
マディーナの預言者のモスクに掲げられているムハンマド・アル＝マフディーの名を表したカリグラフィー。

また、第二次内乱はその過程でイスラームにおけるメシアとマフディーの思想を生み出すことになった。ムフタールはアリー・ブン・アビー・ターリブの息子のイブン・ハナフィーヤに対してマフディーの称号を用いた。この称号は、当初はアリーやフサインが公正なイスラームの統治者であることを表すものとしてのみ用いられていた。これに対してムフタールは、恐らく初めてメシア（救世主）としての意味でマフディーの称号を用いた。その一方でイブン・アッ＝ズバイルによる反乱は、初期のイスラーム共同体の純粋な価値観に回帰しようとする試みとして多くの人々からは見られていた。この反乱はウマイヤ朝の支配に不満を抱いていたさまざまな陣営から歓迎された。そして反乱の支持者にとって、イブン・アッ＝ズバイルの敗北はイスラームによる統治の古い理想を取り戻すことへのすべての希望が失われたことを意味していた。
このような時代の雰囲気の中で、歴史家のウィルファード・マーデルングとサイード・アミール・アルジョマンドによれば、対抗のカリフとしてのイブン・アッ＝ズバイルの役割がマフディーの概念のその後の発展を形作ることになった。イブン・アッ＝ズバイルの経歴のいくつかの側面は、すでにイブン・アッ＝ズバイルの存命中にムハンマドに帰するハディースの中で明確に述べられていた — カリフ（ムアーウィヤ）の死後のカリフの地位をめぐる争い、マフディーのマディーナからメッカへの脱出、カアバへの避難、母親の部族がカルブ族である人物（ヤズィード）からマフディーへ差し向けられた軍隊の撃退、そしてシリアとイラクの正義を奉ずる人々によるマフディーの認知 — これは後にイスラーム共同体の古い栄光を取り戻すために未来において出現するとされるマフディーの特徴としてふさわしいものとされた。その後マフディーの思想はイスラームにおいて発展し、教義として確立されていった。